# 滋賀県立能登川高等学校
滋賀県立能登川高等学校（しがけんりつのとがわこうとうがっこう）は、滋賀県東近江市伊庭町にある公立の高等学校である。

## 沿革
- 1963年（昭和38年）4月1日 -  能登川町立能登川中学校（現・東近江市立能登川中学校）の校舎を間借りする形で開校
- 1963年（昭和38年）6月29日 - 現在の校舎へ移転
- 1963年（昭和38年）9月14日 - 開校式
- 1965年（昭和40年）12月3日 - 竣工式
- 1966年（昭和41年）3月2日 - 第1回卒業式
- 1975年（昭和50年） -  第47回選抜高等学校野球大会に初出場（監督：林勝。掛川西（静岡）との初戦で宮本勉が滋賀県勢甲子園初本塁打を放つも3-4で惜敗）
- 2013年（平成25年） - 創立50周年
- 2014年（平成26年）4月1日 - 定時制課程を開設

## 設置学科
いずれも単位制
- I部（全日制課程）
  - 普通科：うちフロンティアクラス1クラスは早朝授業なども行う進学対応クラス。特に発展的な学習をしている。
- II部（定時制課程昼間部）
  - 普通科：午前10時半頃から最大6時限の授業を受ける。
- III部（定時制課程夜間部）
  - 普通科：夜間に1日4時限の授業を受ける。II部や通信制高校の単位を修得することで、3年間での卒業も可能。

## 出身者
- 笑福亭仁扇（落語家）
- 中溝裕子（女子プロゴルファー）
- 近江のこかじろう（芸人、シンクタンクメンバー）